# تولید هیدروژن بیولوژیک (جلبک)

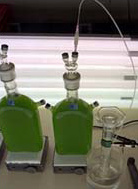
یک رئاکتور زیستی جلبک برای تولید هیدروژن

تولید هیدروژن بیولوژیکی با جلبک، به عنوان روشی برای تقسیم نمودن آب به صورت فتوبیولوژیکی مطرح است که در رئاکتورهای زیستی نوری بسته و بر مبنای تولید هیدروژن به عنوان یک سوخت خورشیدی توسط جلبک انجام می‌گیرد
. جلبک هیدروژن را در شرایط مشخص تولید می‌نماید. در سال ۲۰۰۰، مشخص گردید که در صورتی که جلبک رین هارتی از گوگرد تهی سازی شود می‌تواند تولید اکسیژن را تغییر دهد همانند آنچه که در فتوسنتز نرمال صورت پذیرفته و بروز می‌یابد و به تولید هیدروژن بپردازد.

## فتوسنتز
فتوسنتز، در جلبک سبز و سیانوباکتری‌ها، آب را به یون‌های هیدروژن و الکترون‌ها تقسیم می‌نماید. الکترون‌ها، در فرودوکسین‌ها جابجا می‌شوند هیدروژنازها آن‌ها را در گاز هیدروژن تلفیق می‌نمایند. در کلامیدوموناس رین هارتی فتوسیستم ۲، در تبدیل مستقیم نور خورشید، ۸۰٪ الکترون‌ها را تولید می‌نماید که به گاز هیدروژن تبدیل می‌شوند
. ترکیب فتوسیستم ۲ با برداشت کننده نور، می‌تواند پروتئین LHCBM9 را در پراکنش کارآمد انرژی نور بهبود بخشد
. هیدروژناز نیازمند محیط مناسب می‌باشد زیرا با اکسیژن غیرفعال می‌گردد. طیف‌سنجی مادون قرمز تغییر شکل فوریه، برای ارزیابی مسیرهای متابولیک مورد استفاده واقع می‌شود.

## آنتن تقسیم‌بندی شده
اندازه آنتن کلروفیل در جلبک سبز، به حداقل رسیده یا تقسیم‌بندی شده است تا بدین ترتیب سبب به حداکثر رسیدن کارایی تبدیل خورشیدی فتوبیولوژیکی و همچنین تولید H2گردد. اندازه آنتن CHI تقسیم‌بندی شده سبب به حداقل رسیدن جذب و پراکنش مواد دفعی نور خورشید توسط سلول‌های گوناگون می‌گردد که نتیجه آن کارایی بهتر کاربرد نور و همچنین قابلیت تولید بیشتر فتوسنتزی توسط کشت عمده جلبک سبز می‌باشد.

## تاریخچه
در سال ۱۹۳۹، یک محقق آلمانی با نام هانس کافرون، هنگام کار در دانشگاه شیکاگو، مشاهده نمود که جلبکی که بر روی آن تحقیق می‌نماید تحت عنوان کلامیدوموناس رینهاردی (یک جلبک سبز) برخی مواقع از تولید اکسیژن به تولید هیدروژن تبدیل می‌گردد. او هیچ‌گاه دلیل این تغییر را کشف نکرد و در سالیان متمادی، دانشمندان دیگر نتوانستند در تحقیقات خود این مسئله را کشف نمایند. در انتهای دهه ۱۹۹۰،  آناستاسیوس ملیس به عنوان محققی در دانشگاه کالیفرنیا، در برکلی، کشف نمود در صورتی که محیط کشت جلبک، از گوگرد تهی سازی شود، می‌تواند از طریق اکسیژن (فتوسنتز نرمال) به تولید هیدروژن وارد شود. او دریافته است که آنزیم محصول این واکنش هیدروژناز می‌باشد اما هیدروژناز این کارکرد را در حضور اکسیژن از دست می‌دهد. ملیس دریافت که کاهش مقادیر گوگرد در دسترس برای جلبک اختلالی را در جریان اکسیژن داخلی آن ایجاد می‌نماید و اجازه می‌دهد تا هیدروژناز در محیطی قرار گیرد که می‌تواند در آن واکنش نشان دهد و سبب می‌شود که جلبک هیدروژن را تولید نماید کلامیدوموناس مواسی به عنوان سویه مناسب برای تولید هیدروژن مطرح بوده و به حساب می‌آید.
مسائل اصلی و سنگ بنا
در سال ۱۹۹۷،  آناستاسیوس ملیس پس از ادامه تحقیقات هانس گفرون کشف کرد که حذف گوگرد می‌تواند سبب شود که جلبک از تولید اکسیژن به تولید هیدروژن بپردازد. آنزیم هیدروژناز که توسط او کشف گردید محصول این واکنش می‌باشد.
در سال ۲۰۰۶، محققان دانشگاه بیلفلد و همچنین دانشگاه کوئینزلند، به صورت ژنتیکی، جلبک سبز تک سلولی کلامیدوموناس رینهارتی را به شکلی تغییر داده‌اند که مقادیر زیاد هیدروژن تولید نمود
. STM6 در درازمدت می‌تواند ۵ برابر حجم تولید شده توسط شکل جلبک را تولید نماید و همچنین تا ۱٫۶–۲٪ کارایی انرژی را سبب گردد.
۲۰۰۷- کشف گردید که در صورتی که مس برای محدودسازی تولید اکسیژن اضافه شود، جلبک می‌تواند از تولید اکسیژن به هیدروژن وارد گردد.
۲۰۰۷- آناستاسیوس ملیس، در رابطه با کارایی تبدیل انرژی خورشیدی به شیمیایی در جهش یافته‌های TLAX کلامیدوموناس وینهارتی تحقیق می‌نمود و ۱۵٪ کارایی را حاصل کرد که نشان می‌دهد آنتن CHI تقسیم‌بندی شده می‌تواند سبب به حداقل رسانیدن پراکنش مواد دفعی حاصل از نور خورشید توسط سلول‌های گوناگون گردد
این فرایند تبدیل انرژی خورشیدی به شیمیایی در تولید محدوده‌ای از سوخت‌ها شامل هیدروژن نقش دارد.
۲۰۰۸- آناستاسیوس ملیس، در رابطه با کارایی تبدیل انرژی خورشیدی به شیمیایی در جهش یافته‌های TLAR از کلومیدوموناس رینهارتی تحقیق می نمود و ۲۵٪ کارایی را نسبت به حداکثر تئوریک ۳۰٪ حاصل کرد.
۲۰۰۹- یک تیم از دانشگاه تنسی، نوتسفیلد و اوکریج آزمایشگاه ملی عنوان نموده‌اند که این فرایند بیش از ۱۰ برابر کارایی بیشتری با افزایش دما دارد.
۲۰۱۱- افزودن یک آنزیم دارای قابلیت تولید انرژی سبب افزایش سرعت تولید هیدروژن توسط جلبک به میزان حدود ۴۰۰٪ خواهد گردید.
۲۰۱۱- یک تیم در گروه فتوسنتز آرگون، نشان داده‌اند که چگونه، ذرات پروتئینی، می‌تواند با پروتئین‌های اصلی در جلبک متصل گردند و سبب تولید سوخت هیدروژن با کارایی ۵ برابر بیشتر شود.
۲۰۱۳- دانشگاه آبسالا- در کلامیدوموناس رینهارتی، فتوسیستم ۲ در تبدیل مستقیم نور خورشید ۸۰٪ الکترون‌هایی را تولید می‌کند که به گاز هیدروژن تبدیل می‌گردند.

## تحقیق
۲۰۰۸- دانشمندان در بخش انرژی آزمایشگاه ملی آرگون اخیراً تلاش نموده‌اند تا روشی را پیدا کنند تا بتوانند بخشی از آنزیم هیدروژناز را جدا سازند که گاز هیدروژن تولید می‌کند و آن را به فرایند اکوسیستم وارد نمایند. نتیجه می‌تواند تولید مقادیر زیادی گاز هیدروژن باشد که احتمالاً با مقادیر اکسیژن ایجاد شده ارتباط دارد.
۲۰۰۹- حوزه‌های تحقیق برای افزایش کارایی شامل توسعه و ایجاد هیدروژناز
مقاوم با اکسیژن و همچنین افزایش نرخ تولید هیدروژن از طریق بهبود انتقال الکترون می‌باشد.
در سال ۲۰۰۹، هیدرومیک پرو رئاکتورهای صفحه‌ای را آزمایش نموده است.
در سال ۲۰۱۳، گرو انرژی سیستم جدیدی را برای تولید مقیاس وسیع هیدروژن از رادیات‌های زیستی ساختاری ارائه داده است.
۲۰۱۴- مؤسسه دانشگاه رار و مکس پلنک، تولید هیدروژن ریز جلبک‌ها را با انتقال و مشاهده الکترون‌ها از اکوسیستم ۱ به هیدروژناز افزایش داده‌اند.

## جنبه‌های اقتصادی
حدود ۲۵۰۰۰ کیلومتر مربع برای جایگزین نمودن کاربرد بنزین در آمریکا کفایت می‌کند. برای اینکه این مسئله در عمل مورد توجه قرار گیرد، این سطح نشان دهنده تقریباً ۱۰٪ سطح اختصاص یافته به کشت سویا در آمریکا می‌باشد.
در سال ۲۰۰۴، سازمان انرژی آمریکا، قیمت فروش ۲٫۶ دلار به ازای هر کیلوگرم را به عنوان هدف برای اقتصادی ساختن تولید هیدروژن تجدید پذیر مطرح نموده است و ۱ کیلوگرم از انرژی تقریباً معادل با ۱ گالن بنزین می‌باشد. برای دستیابی به این هدف، کارایی تبدیل نور به هیدروژن باید به ۱۰٪ برسد در حالی که در سال ۲۰۰۴ تنها کارایی ۱٪ در این زمینه حاصل گردیده است و در سال ۲۰۰۴، قیمت فروش واقعی برابر با ۱۳٫۳ دلار به ازای هر کیلوگرم تخمین زده شده است.
بر مبنای تخمین هزینه DOE سال ۲۰۰۴، برای اینکه یک ایستگاه سوخت گیری بتواند ۱۰۰ اتومبیل در روز را سوخت رسانی کند نیازمند ۳۰۰ کیلوگرم می‌باشد. با استفاده از تکنولوژی‌های موجود، یک سیستم مشخص با تولید ۳۰۰ کیلوگرم در روز نیازمند ۱۱۰ هزار مترمربع منطقه استخر، ۰٫۲ کیلوگرم در لیتر غلظت سلول و جهش یافته آنتن تقسیم‌بندی شده و ۱۰ سانتیمتر عمق استخر می‌باشد.

## مسائل مرتبط با طرح رئاکتور زیستی یا بیورئاکتور
- محدودیت تولید هیدروژن فتوسنتزی با تجمع گرادیان یا شیب پروتون.
- بازدارندگی رقابتی تولید هیدروژن فتوسنتزی با دی اکسید کربن.
- نیاز به پیوند بی کربنات در فتوسیستم ۲ برای فعالیت فتوسنتزی کارآمد.
- زهکش خروج غیرعادی الکترون‌ها با اکسیژن در تولید هیدروژن توسط جلبک.
- جنبه‌های اقتصادی باید به قیمت رقابتی یا با منابع دیگر انرژی دست یابند و این مسئله وابسته به چندین مورد از پارامترهای گوناگون می‌باشند.
- یکی از موانع فنی حائزاهمیت در این زمینه کارایی تبدیل انرژی خورشیدی به انرژی شیمیایی ذخیره شده در هیدروژن مولکولی می‌باشد.

تلاش‌های گوناگونی در حال پیشرفت است تا بدین ترتیب بتوان مسائل را از طریق مهندسی زیستی پاسخ گفته و برطرف نمود.